# Ріо-ді-Пустерія
Ріо-ді-Пустерія (італ. Rio di Pusteria) — муніципалітет в Італії, у регіоні Трентіно-Альто-Адідже,  провінція Больцано.
Ріо-ді-Пустерія розташоване на відстані близько 550 км на північ від Рима, 95 км на північний схід від Тренто, 45 км на північний схід від Больцано.

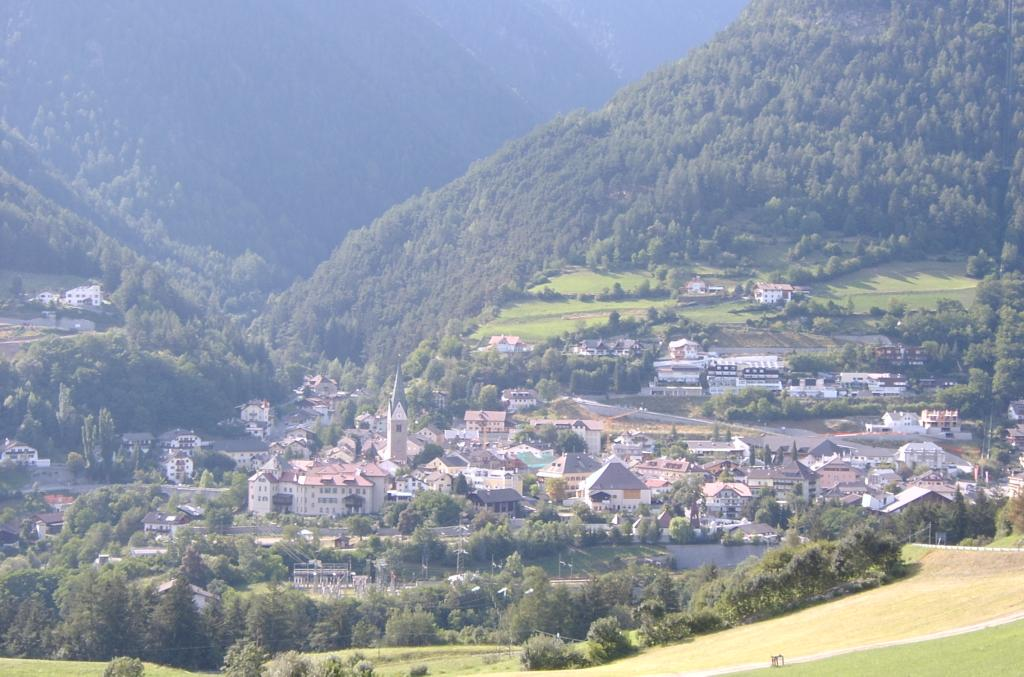

Населення — 3069 осіб (2014).

## Демографія
Населення за роками:

Станом на 1 січня 2023 року в муніципалітеті офіційно проживали 402 іноземці з 29 країн, серед них 137 громадян країн Євросоюзу та 15 громадян України.

## Сусідні муніципалітети
- Кампо-ді-Тренс
- Фортецца
- Нац-Шіавес
- Роденго
- Валь-ді-Віцце
- Вандоїєс